# Prix des nuits noires
Le Prix des nuits noires pour l'oeuvre de toute une vie (estonien : PÖFFi elutööpreemia) est un prix décerné pendant le Festival du film Nuits noires de Tallinn pour récompenser l'œuvre de toute une vie.

## Lauréats
- 2004 Kaljo Kiisk
- 2005 Elbert Tuganov
- 2006 Aki Kaurismäki
- 2007 Heino Pars
- 2008 Max von Sydow
- 2009 Jaan Ruus
- 2010 Vesa-Matti Loiri
- 2011 Rein Raamat, Rein Maran, Fridrik Thor Fridriksson, Alexandre Sokourov
- 2012 Theódoros Angelópoulos
- 2013 István Szabó
- 2014 Maja Komorowska
- 2015 Arvo Pärt, Veljo Tormis
- 2016 Ita Ever
- 2017 Tõnu Kark, Jörn Donner